# 3973 Ogilvie
3973 Ogilvie (1981 UC1) là một tiểu hành tinh vành đai chính được phát hiện ngày 30 tháng 10 năm 1981 bởi L. G. Taff ở Socorro.